# Payday: The Heist
Payday: The Heist – pierwszoosobowa strzelanina wyprodukowana przez Overkill Software i wydana przez Sony Computer Entertainment tylko w dystrybucji cyfrowej na PlayStation 3 i komputery osobiste. Jej światowa premiera odbyła 18 października 2011 w wersji na PlayStation 3 i 20 października 2011 w wersji na system operacyjny Windows. Muzykę do gry skomponował Simon Viklund.

## Rozgrywka
Payday: The Heist to pierwszoosobowa strzelanina z trybem kooperacji do czterech graczy, którzy wcielają się w przestępców, a ich zadaniem jest m.in. okradanie banków, opancerzonych samochodów lub odbijanie więźniów. Każdy bohater, którym kieruje gracz, należy do jednej z czterech klas (napastnik, strzelec wyborowy, wsparcie, technik (tylko dla posiadaczy DLC)), dzięki czemu może posługiwać się odmiennym dodatkowym uzbrojeniem.

## Sprzedaż
W kwietniu 2012 roku twórcy gry ogłosili, że gra sprzedała się w ponad 700 000 egzemplarzy.

## Kontynuacja
W kwietniu 2012 roku studio Overkill Software zapowiedziało kontynuację gry PayDay: The Heist. Payday 2 ukazała się na komputerach osobistych z systemem Windows i konsolach Xbox 360 oraz PlayStation 3 w sierpniu 2013.